# Stylidium arenicola
Stylidium arenicola är en tvåhjärtbladig växtart som beskrevs av Carlq. Stylidium arenicola ingår i släktet Stylidium och familjen Stylidiaceae. Inga underarter finns listade i Catalogue of Life.